# Chauvency-le-Château
Chauvency-le-Château är en kommun i departementet Meuse i regionen Grand Est (tidigare regionen Lorraine) i nordöstra Frankrike. Kommunen ligger i kantonen Montmédy som tillhör arrondissementet Verdun. År 2022 hade Chauvency-le-Château 225 invånare.

## Befolkningsutveckling
Antalet invånare i kommunen Chauvency-le-Château
| Referens: INSEE |